# Одуд африканський
Одуд африканський (Upupa africana) — вид птахів родини одудових (Upupidae) ряду Bucerotiformes.

## Таксономія
Птах спершу вважався підвидом звичайного одуда під назвою Upupa epops africana.

## Поширення
Трапляється в Південній Африці, Лесото, Свазіленді, Намібії, Ботсвані, Зімбабве, Мозамбіку, Анголі, Замбії, Малаві, Танзанії, Саудівській Аравії та південній половині Демократичної Республіки Конго.

## Опис
Птах завдовжки 25-28 см, вагою 40-60 г. Тіло світло-коричневого забарвлення, крім чорно-білих крил та хвоста. На голові великий коричневий чубчик з чорними кінчиками. Дзьоб тонкий і довгий. Від інших видів одуда відрізняється вокалізацією та невеликою відмінністю у забарвленні оперення.

## Спосіб життя
Населяє широколистяні ліси і савани. Живиться комахами та їх личинками.